# Louis Brennan
Louis Brennan (1852-1932) là kỹ sư và nhà phát minh người Australia gốc Ireland. Ông là người đã phát minh ra xe lửa chạy trên một đường ray, làm thay đổi lịch sử của giao thông vận tải.

## Cuộc sống trước khi ra đời xe lửa chạy trên một đường ray
Louis Brennan vốn sinh ra ở Ireland nhưng đến năm lên 9 tuổi, cậu bé thông minh đã cùng gia đình định cư ở Australia. Brennan đã thể hiện tài năng xuất chúng của mình ngay từ khi còn trẻ. Năm 25 tuổi, ông đã phát minh ra hỏa tiễn định hướng đầu tiên trên thế giới. Đây là loại ngư lôi được điều khiển tới mục tiêu nhờ dây dẫn từ bờ biển. Năm 1887, chính phủ Anh đã mua ngư lôi của Brennan đồng thời còn mời ông làm ciệc tại xưởng chế tạo ngư lôi của hải quân Anh.

## Quá trình chế tạo xe lửa chạy trên một đường ray[1]

### Từ ước mơ cháy bỏng và ý tưởng độc đáo
Tuy có công việc ổn định như nói ở trên, Louis Brennan có một ước mơ cháy bỏng. Đó là chế xe lửa kiểu mới. Sau nhiều năm tìm tòi nghiên cứu, cuối cùng Brennan đã bước đầu định hình được loại xe lửa chỉ chạy trên một đường ray. Loại tàu này cho phép chạy tốc độ cao hơn hẳn xe lửa chạy trên hai đường ray ví nó không chỉ giữ được thăng bằng khi chạy trên một đường ray mà còn đạt được độ nghiêng ở doạn cua như xe môtô nhờ cặp con quay hổi chuyển khổng lồ. Nhờ vậy, Brennan đã được cấp bằng phát minh vào năm 1896.

### Đến khi bắt tay hành động
Tuy nhiên, để biến ý tưởng mới mẻ đó thành sự thật đòi hỏi rất nhiều công sức và tiền của. Vì vậy mãi đến năm 1904, Brennan mới nhận được trợ giúp để xây dựng thử nghiệm mô hình xe lửa kiểu mới. Mô hình có chiều dài 2 mét, đủ lớn để có tải trọng. Bên cạnh đó là một đường ray dài tới 800 mét được thiết kế có cả đoạn cua và đượng phụ để đề phòng động đất. Cuộc thử nghiệm mô hình này đã thành công tốt đẹp như dự tinh. Nhờ đó Bộ trưởng Bộ Thuộc địa Anh là Winston Churchill  đã quyết định đầu tư lớn để Brennan chế tạo chiếc xe lửa thật sự.

### Và trở thành hiện thực
Năm 1910, trong cuộc triển lãm Anh-Nhật, chiếc xe lửa gồm hai toa có kích thước như thật đã được giới thiệu. Tuy trong cuộc thử nghiệm xe lửa mới chạy trên một đường ray đã đạt được tốc độ 34 km/giờ nhưng hứa hẹn có thể nâng lên tới 3000 km/giờ. Tàu chạy nhanh êm hơn, thuận tiện hơn và hoàn hảo hơn.

## Tưởng nhớ
70 năm sau cuộc trình diễn xe lửa một đường ray của Louis Brennan, người ta đã xây trên nền nhà cũ của ông một nhà ga dành cho tàu siêu tốc hiện đại coi như một đài tưởng niệm đặc biệt dành cho nhà phát minh vĩ đại.